# MTV News
MTV News è stato il notiziario di MTV Italia. Sostituì il Flash dal 1º marzo 2010.

## Descrizione
Il notiziario era caratterizzato da una parte incentrata sull'approfondimento di storie quotidiane con un tema diverso ogni settimana e l'altra strutturata come un riepilogo dei fatti del giorno.
Dal 31 luglio 2015, con il passaggio di MTV a Sky Italia, il notiziario è stato cancellato per far spazio a TG News Sky TG24, notiziario flash prodotto dalla testata all-news Sky TG24, in onda tutti i giorni dalle 6:00 alle 7:30.

## Edizioni
MTV News aveva diverse edizioni giornaliere (dal lunedì al venerdi alle 12:00, alle 16:00, alle 19:00, il sabato e la domenica alle 11:30, alle 15:00 e alle 20:30) ognuna delle quali mostrava parte della storia quotidiana che andava poi in onda integralmente alle 23:30 dal lunedì al venerdì (denominata Story Of The Day).
Ogni mattina alle 6:45 andava in onda MTV News - Le notizie di oggi, un'edizione della durata di 15 minuti curata dalla redazione del TG LA7.
Ogni domenica alle 19:00 andava in onda Speciale MTV News, che riassumeva in un'ora tutte le storie trattate durante la settimana raccolte sotto un unico tema.